# 5212 Celiacruz
5212 Celiacruz este un asteroid din centura principală de asteroizi.

## Descriere
5212 Celiacruz este un asteroid din centura principală de asteroizi. A fost descoperit pe 29 septembrie 1989 la Kushiro de Seiji Ueda și Hiroshi Kaneda. Asteroidul prezintă o orbită caracterizată de o semiaxă mare de 3,03 ua, o excentricitate de 0,08 și o înclinație de 11,4° în raport cu ecliptica.